# Carter Smith
Carter Smith (nascut el 6 de setembre de 1971) és un cineasta i fotògraf de moda nord-americà. És conegut sobretot per dirigir les pel·lícules The Ruins (2008), Jamie Marks Is Dead (2014) i Swallowed (2022).

## Vida i carrera
Natiu de Bowdoinham (Maine), Smith es va traslladar a Nova York després de graduar-se a Mt. Ararat High School el 1989. Es va matricular al Fashion Institute of Technology, però més tard va abandonar per seguir una carrera en fotografia de moda. Smith ha disparat fotografies per a Vogue, GQ i W Magazine, així com nombroses sessions de fotos de celebritats. Smith va començar la seva carrera com a cineasta dirigint anuncis per a clients com Lancôme, Tommy Hilfiger i Tiffany's. El 2006, Smith va dirigir el curtmetratge de terror, Bugcrush, que es basava en un conte de Scott Treleaven. La pel·lícula va guanyar el premi de realització de curtmetratges al Festival de Cinema de Sundance. El següent esforç de Smith va ser el seu debut al llargmetratge amb una adaptació a la pantalla gran de la novel·la de terror de Scott Smith (autor) de 2006 The Ruins. El curtmetratge de Smith, Yearbook, va debutar al Festival de Cinema de Sundance de 2011. Carter Smith  és obertament gai.

## Filmografia
Curtmetratges
| Any  | Títol      | Director | Escriptor | Productor |
| ---- | ---------- | -------- | --------- | --------- |
| 1998 | Me and Max | Sí       | No        | No        |
| 2006 | Bugcrush   | Sí       | Sí        | No        |
| 2011 | Yearbook   | Sí       | No        | Sí        |

Llargmetratge
| Any  | Títol               | Director | Escriptor | Productor |
| ---- | ------------------- | -------- | --------- | --------- |
| 2008 | The Ruins           | Sí       | No        | No        |
| 2014 | Jamie Marks Is Dead | Sí       | Sí        | No        |
| 2022 | Swallowed           | Sí       | Sí        | Sí        |
| 2023 | The Passenger       | Sí       | No        | No        |

Televisió
| Any  | Títol         | Notes                    |
| ---- | ------------- | ------------------------ |
| 2019 | Into the Dark | Episodi: "Midnight Kiss" |